# United Nations Integrated Office for Sierra Leone
United Nations Integrated Office for Sierra Leone (deutsch: Integriertes Büro der Vereinten Nationen in Sierra Leone oder kurz UNIOSIL) war die Fortsetzung des Einsatzes der Friedensmission UNAMSIL, United Nations Mission in Sierra Leone. Der Sitz des Büros war die Hauptstadt von Sierra Leone, Freetown. Dabei beruhte das Büro auf zwei verschiedenen UNO-Missionen: UNIOSIL und UNIPSIL.

## Geschichte
Das Büro wurde 2006 nach dem Ende von UNAMSIL errichtet. Am 4. August 2008 beschloss der Sicherheitsrat der Vereinten Nationen einstimmig die Resolution 1829 (2008) und damit die Einrichtung der UNIPSIL-Mission, die als Nachfolger der UNIOSIL-Mission gilt. Die Mission lief am 30. September 2008 aus und wurde in das UNIPSIL überführt.

## Aufgaben
UNIOSIL hatte die Aufgabe, die Erfolge der UNAMSIL zu festigen und die Regierung von Sierra Leone bei der Stärkung der Menschenrechte zu helfen, die gesetzten Entwicklungsziele zu erreichen und im Jahr 2007 freie Wahlen zu organisieren.
Es gab die Truth and Reconciliation Commission sowie Berufsausbildungsprogramme für Ex-Kombattanten, die ihnen „gewaltlose ökonomische Perspektiven“ ermöglichen sollten. Nicht alle Programme verliefen nach Wunsch oder wurden lokal als erfolgreich angesehen.